# Detergent

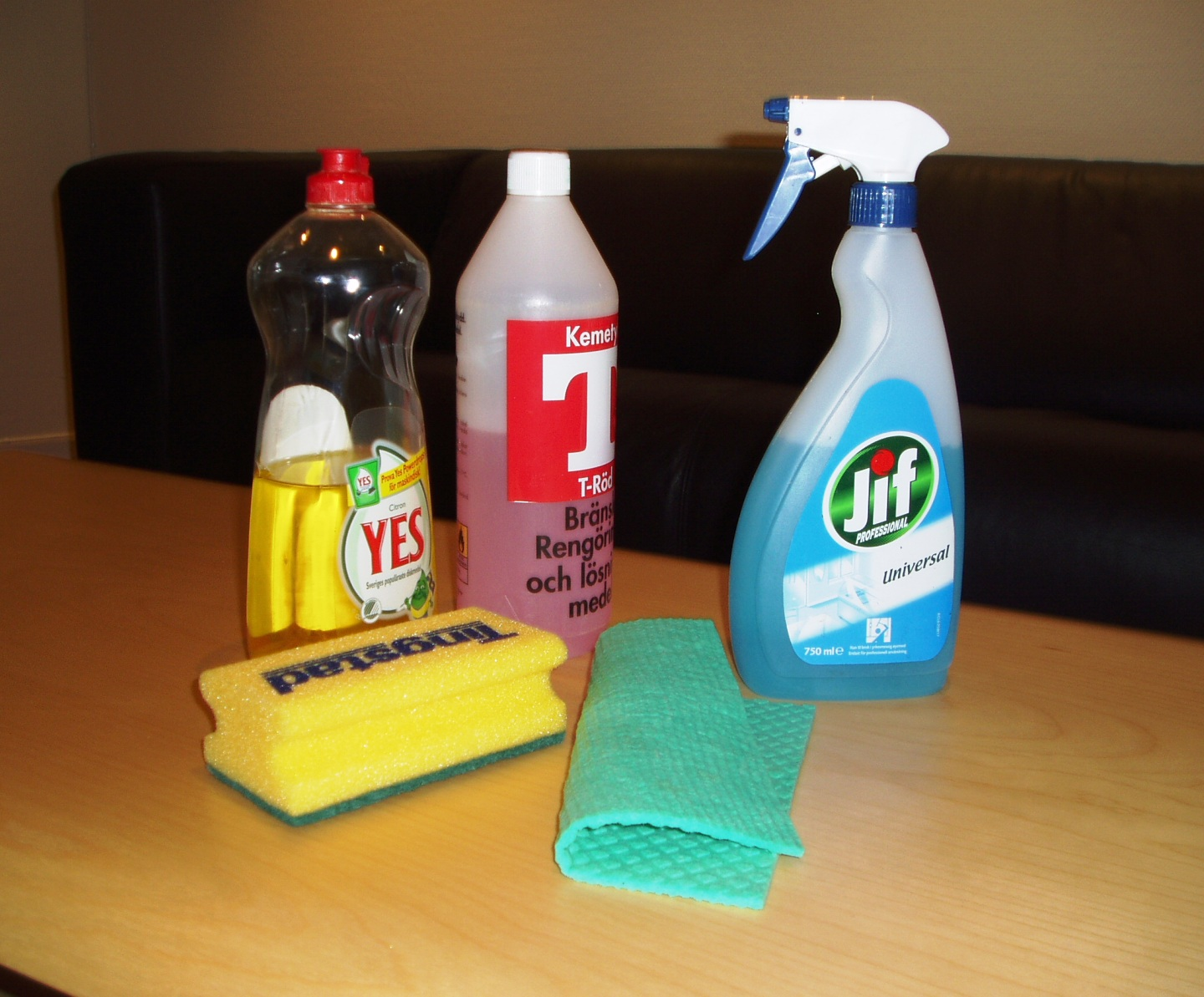
Productes de neteja

Detergents són les substàncies que tenen la propietat química de dissoldre la brutícia o les impureses d'un objecte sense corroir-lo. És a dir, substàncies o productes que renten o serveixen per a fer neteja. Un detergent és un tensioactiu o una barreja de tensioactius amb propietats netejadores quan es troben en solucions diluïdes. Convencionalment, el detergent s'utilitza per referir-se a compostos sintètics de neteja que es distingeixen del sabó, tot i que el sabó també és un detergent en el sentit real. Hi ha una gran varietat de detergents, però els més freqüents són els alquilbencensulfonats, una família de compostos similars al sabó però més solubles en aigües dures, perquè el sulfonat polar (dels detergents) és menys probable que el carboxilat polar (de sabó) per unir-se al calci i a altres ions que es troben a l'aigua dura.
La paraula anglesa equivalent és detergent. El mot alemany emprat és tensid, que sembla més precís, ja que fa referència directa a les seues propietats físico-químiques. En medicina s'entén per detergir, netejar una úlcera o ferida, i s'anomenen detersoris les substàncies que s'empren per a això. Això implica que puguen qualificar-se com detergents substàncies diferents com la saliva, el sabó o la gasolina depenent damunt de quines superfícies siguen emprats, ja que quan netegen tenen un efecte detergent.
També es podria definir que detergent és qualsevol substància que té propietats de dissoldre altra substància incorporant-la dissolta a la substància detergent inicial.
La majoria dels detergents són compostos de sodi del sulfonat de benzè substituït, denominats sulfats lineals d'alquils (LAS). Altres són compostos d'alquilbenzen sulfats de cadena ramificada (ABS), que es degraden més lentament que els LAS. Fins al 1970, un detergent típic de gran potència podia contenir un 50% de tripolifosfat de sodi (fosfat) i només un 18% de LAS. Com es menciona anteriorment, és el LAS el que té l'acció detergent, i en conseqüència alguns fabricants han reduït el percentatge de fosfats.

## Propietats

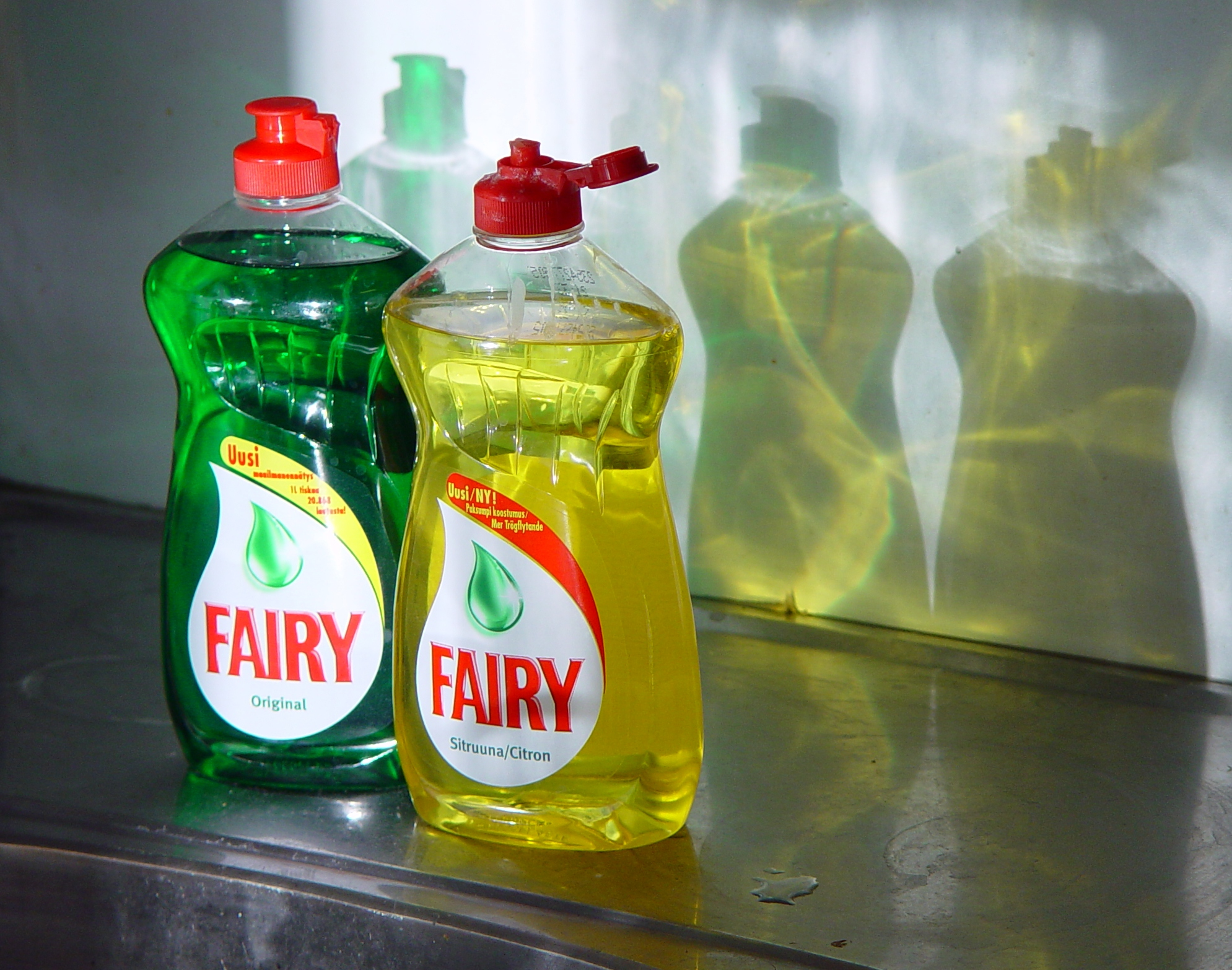
Sabó de rentar plats

Com a ús habitual s'entenen per detergents únicament les substàncies que dissolen els greixos o la matèria orgànica gràcies a la seua tensioactivitat. Aquest terme passa del llenguatge industrial al llenguatge domèstic per a referir-se a ells en contraposició amb el sabó. Però en realitat, el sabó és un detergent més.
Encara que els sabons comparteixen aquestes propietats, els sabons no són considerats a la pràctica com a detergents. Els sabons deuen la seua tensioactivitat a la propietat de les seues molècules de tenir una part hidròfila (al seu torn lipòfoba) i una altra lipòfila (al seu torn hidròfoba) i poder emulsionar la brutícia insoluble a l'aigua. En el sabó, esta propietat s'obté en oxidar un àcid gras de cadena llarga amb una sal alcalina, sovint de sodi o de calci. Aquest procés es denomina saponificació. L'extrem de la molècula que conté l'àcid gras és lipòfil, i el que conté l'àtom alcalí és hidròfil. Aquesta fou bàsicament l'única substància tensioactiva utilitzada a nivell domèstic fins a mitjan segle xx.
Quan aparegueren les rentadores automàtiques es creà una demanda progressiva de substàncies més actives i que es comportessin millor en aigües dures, (més riques en ions de calci), ja que aquestes disminuïen la hidrosolubilitat del sabó, amb el qual era arrossegat abans, disminuint el temps de contacte entre el mateix i la roba. A això s'hi suma l'escassetat de sabó que s'havia produït durant la Segona Guerra Mundial. Fent aparició al mercat domèstic productes detergents d'origen industrial que foren incloent mescles de tensioactius amb altres substàncies, (coadjuvants, com els polifosfats, silicats, carbonats i perborats, i agents auxiliars inclosos, entre altres enzims, substàncies fluorescents, estabilitzadors d'espuma, colorants i perfums). Els primers detergents d'aquest tipus, derivats del benzè, s'utilitzaren àmpliament als anys 40 i 50, però no eren solubles ni biodegradables, cosa que els feia ecològicament negatius. Una segona generació de detergents, els alquilsulfonats lineals resulten menys tòxics en ser biodegradables.

## Història
Se sap que el sabó s'ha utilitzat com a tensioactiu per rentar la roba des de l'època sumèria el 2.500 aC A l'antic Egipte, la sosa s'utilitzava com a additiu per al rentat. Al segle xix es van començar a crear tensioactius sintètics, per exemple a partir de l'oli d'oliva. El silicat de sodi (vidre d'aigua) es va utilitzar a la fabricació de sabó als Estats Units a la dècada de 1860, i el 1876, Henkel va vendre un producte a base de silicat de sodi que es pot utilitzar amb sabó i comercialitzar-lo com a "detergent universal" (Universalwaschmittel) a Alemanya. La sosa es va barrejar llavors amb silicat de sodi per produir el primer detergent de marca alemany Bleichsoda. El 1907, Henkel també va afegir un agent blanquejant perborat de sodi per llançar el primer detergent de roba "autoactiu", es denominà amb les tres primeres lletres de cada ingredient: Persil per eliminar el treballós fregament de la roba a mà.
Durant la Primera Guerra Mundial, hi havia una manca d'olis i greixos necessaris per fabricar sabó. Per tal de trobar alternatives per al sabó, els químics van fabricar detergents sintètics a Alemanya amb matèries primeres derivades del quitrà de carbó. Aquests primers productes, però, no proporcionaven suficient detergència. El 1928, es va fabricar un detergent eficaç mitjançant la sulfatació d'alcohol gras, però la producció a gran escala no va ser factible fins que es disposés d'alcohols grassos de baix cost a principis dels anys trenta. El detergent sintètic creat va ser més eficaç i tenia menys probabilitats de formar escòria que el sabó en aigües dures, i també pot eliminar les reaccions àcides i alcalines i descompondre la brutícia. Els productes detergents comercials amb sulfats d'alcohol gras van començar a vendre's, inicialment el 1932 a Alemanya per part de Henkel. Als Estats Units, Procter & Gamble (Dreft) va vendre detergents el 1933 principalment en zones amb aigua dura. No obstant això, les vendes als Estats Units van créixer lentament fins a la introducció de detergents "construïts" amb l'addició d'un fabricant eficaç de fosfat desenvolupat a principis dels anys quaranta. El constructor millora el rendiment dels tensioactius suavitzant l'aigua mitjançant la quelació dels ions calci i magnesi, ajudant a mantenir un pH alcalí, a més de dispersar i mantenir les partícules de terra en solució. El desenvolupament de la indústria petroquímica després de la Segona Guerra Mundial també va produir material per a la producció d'una sèrie de tensioactius sintètics, i els alquilbencensulfonats es van convertir en els tensioactius detergents més importants utilitzats. A la dècada de 1950, els detergents per a la roba s'havien generalitzat i substituïen en gran manera el sabó per netejar la roba als països desenvolupats.
Al llarg dels anys, s'han desenvolupat molts tipus de detergents per a diversos propòsits, per exemple, detergents amb poca polvorització per a ús en rentadores de càrrega frontal, detergents de gran pes eficaços per eliminar greixos i brutícia, detergents per a usos especials i especialitats detergents. S'incorporen a diversos productes fora de la roba, per exemple en detergents per a rentavaixelles, xampús, pasta de dents, netejadors industrials i en lubricants i combustibles per reduir o evitar la formació de fangs o dipòsits. La formulació de productes detergents pot incloure lleixiu, fragàncies, colorants i altres additius. No obstant això, l'ús de fosfats en detergents va provocar preocupacions sobre la contaminació de nutrients i la demanda de canvis en la formulació dels detergents, i preocupacions sobre els tensioactius com l'alquilbencensulfonat ramificat (tetrapropilenebencensulfonat) que perdura en el medi ambient. de tensioactius més biodegradables, com ara l'alquilbencensulfonat lineal. Els desenvolupaments al llarg dels anys han inclòs l'ús d'enzims, substituts de fosfats com la zeolita A i NTA, TAED com a activador de lleixiu, tensioactius a base de sucre biodegradables i més suaus per a la pell i altres productes ecològics, així com canvis en el forma de lliurament, com ara tauletes, gels i beines.